# 메타스
메타스(영어: Methuss, 일본어: メタス)는 《건담 시리즈》에 등장하는 모빌 슈트(MS)로 분류되는 가공의 유인 조종식 인간형 로봇 병기이다. 1985년에 방영된 TV 애니메이션 《기동전사 Z 건담》에서 처음으로 등장했다.
작품 내에서 군사 세력 중 하나인 반지구연방정부조직 에우고가 운용하는 시제 가변형 모빌슈트(TMS)로 노란색의 기체색과 등쪽에서 위쪽으로 뻗어나가는 모빌 아머(MA) 형태시의 기수, 그리고 상체와 하체가 복부의 3개의 파이프(액추에이터)로 접속되어 있는 것이 특징이다. 레코아 론도와 주인공 카미유 비단의 여자 친구인 화 유이리가 탑승하고 후속편인 《기동전사 건담 ZZ》 초반까지 활약한다.

## 같이 보기
- 건담 시리즈의 기동병기 목록
- 가변형 모빌슈트
- 모빌 아머